# Kunigunda av Slavonien
Kunigunda av Slavonien, född 1245, död 1285, var en drottning av Böhmen; gift 1261 med kung Ottokar II av Böhmen. Hon var regent som förmyndare för sin son Wencel II av Böhmen 1278-1285. 

## Biografi

### Drottning
Äktenskapet arrangerades som en allians mellan hennes morfar, Ungerns monark, och maken, som behövde en arvinge. Hennes påföljande kröning drog till sig ovilja från makens andra rike, Österrike, där maken blivit monark genom sitt äktenskap med Margareta av Österrike, vilken han hade skilt sig ifrån för att gifta sig med Kunigunda. 

### Regent
Kunigunda beskrivs som vacker och livlig och närvarade ofta vid torneringar. Vid makens död 1278 blev hon regent för sin son, men stora delar av landet stod då under ockupation. Kunigunda inledde ett förhållande med Zavis av Falkenstein, som hon gifte sig med i hemlighet 1281 och officiellt strax före sin död 1285.